# Joseph Robyn
Joseph Robyn (ur. 1 marca 1884 w Molenbeek-Saint-Jean – zm. 24 lutego 1931) – belgijski piłkarz grający na pozycji obrońcy. Był reprezentantem Belgii.

## Kariera klubowa
Całą swoją karierę piłkarską Robyn spędził w klubie Daring Club de Bruxelles. Swój debiut w nim w pierwszej lidze belgijskiej zaliczył w sezonie 1903/1904 i grał w nim do końca sezonu 1929/1930. Z klubem tym wywalczył cztery tytuły mistrza Belgii w sezonach 1911/1912, 1912/1913, 1913/1914 i 1920/1921 oraz wicemistrzostwo Belgii w sezonie 1908/1909.

## Kariera reprezentacyjna
W reprezentacji Belgii Robyn zadebiutował 9 maja 1907 w wygranym 2:1 meczu Rotterdamsch Nieuwsblad Beker z Holandią, rozegranym w Haarlemie. Od 1907 do 1912 rozegrał w kadrze narodowej 4 mecze.